# بیماری سگاوا
بیماری سگاوا که دیستونی پاسخ دهنده به دوپا  {انگلیسی|Segawa disease یا Dopa-responsive dystonia}} نیز خوانده می‌شود، نوعی بیماری است که به علت نقص در انتقال عصبی ایجاد می‌شود.

## علائم بالینی

### زمان تولد
طبیعی.

### دوره نوزادی
احتمالاً رژیدیتی، اسپاستیسیتی، افزایش رفلکسهای تاندونی و تونوس عضلانی.

### دوران شیرخوارگی، کودکی، نوجوانی و بزرگسالی
شامل دیستونی، ترمور، رژیدیتی، پارکینسونیسم و نوسان شبانه‌روزی علائم می‌باشد. سایر علائم احتمالی شامل آهسته بودن حرکات، دیس کینزی دهانی- صورتی یا دهانی- فک تحتانی، بلع مشکل، کاهش تونوس عضلانی، اسکولیوز، کج شدن گردن و پاچنبری می‌باشند. با این علائم اشتباهاً تشخیص فلج مغزی آتتوئید یا دیستونیک برای بیمار داده می‌شود.

## نقص آنزیم
نقص در آنزیم گوانوزین تری فسفات سیکلو هیدرولاز.

## توارث ژنتیکی
اتوزوم غالب.

## میزان بروز
نادر.

## روش تشخیص
- مایع مغزی نخاعی: آمینهای بیوژن و پترینها پائین، اسید ۵ هیدروکسی اندول استیک طبیعی یا پائین، اسید همووانیلیک پائین.
- خون: فنیل آلانین طبیعی.
- آزمون چالش فنیل آلانین را در نظر بگیرید.

## درمان
تجویز روزانه ال دوپا بمیزان ۴ تا ۱۲ میلی گرم به ازای هر کیلوگرم وزن بدن بیمار موجب برگشت کامل علائم در عرض چند هفته می‌شود.

## آزمون تشخیص قبل از تولد
ندارد.